# Autonóm Szakszervezetek Szövetsége
Az Autonóm Szakszervezetek Szövetsége egyike volt a hat magyar szakszervezeti konföderációnak. 2015. február 27-én a szervezet, illetve a Magyar Szakszervezetek Országos Szövetsége (MSZOSZ) teljes jogutódlással beolvadt a Magyar Szakszervezeti Szövetségbe (MaSZSZ).
A szövetség különösen a közlekedés és az energiaipar ágazataiban volt jelentős.

## Néhány fontosabb tagszervezete
- Közúti Közlekedési Szakszervezet

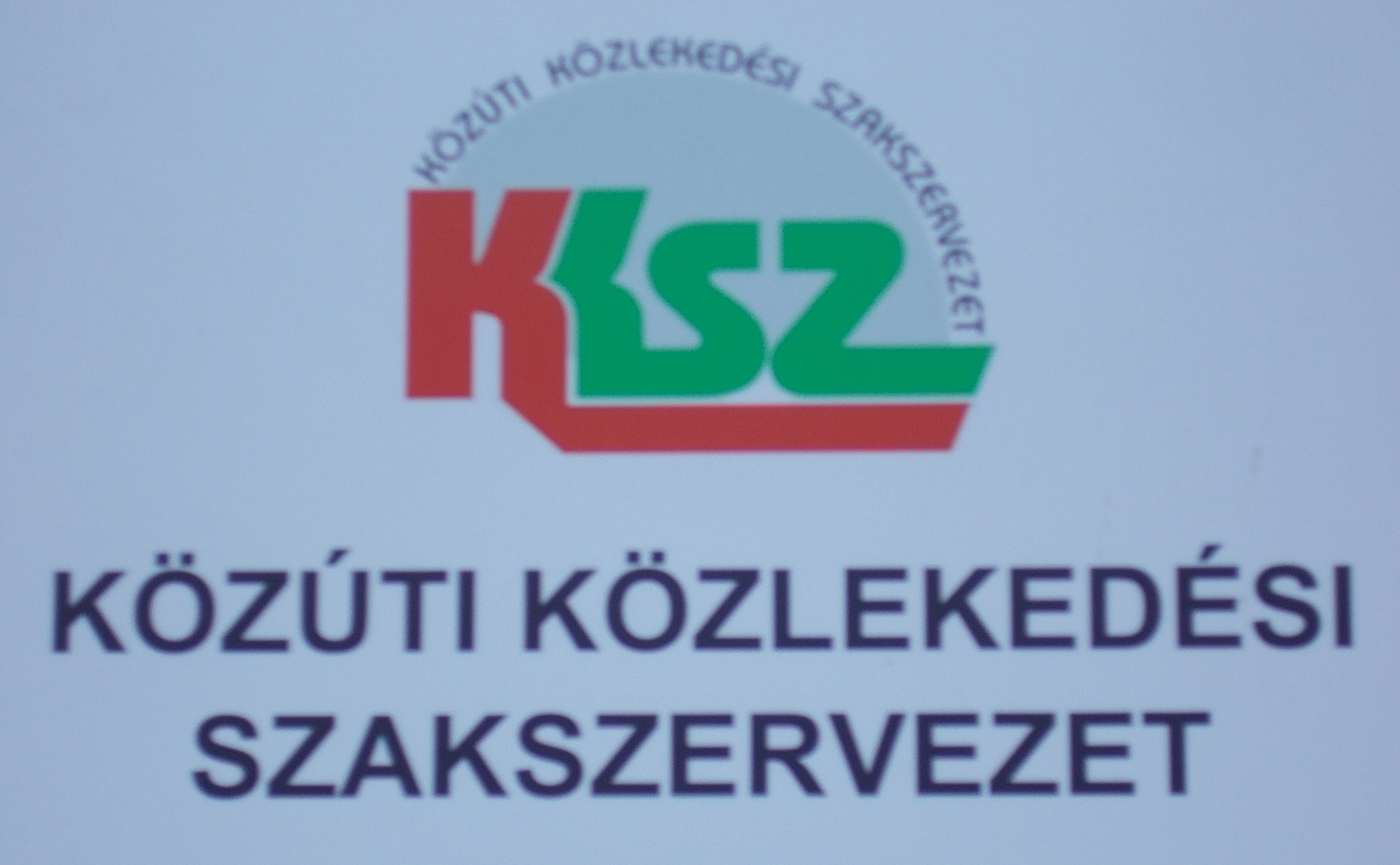
Közúti Közlekedési Szakszervezet táblája a II. János Pál pápa téren

- Gyógyszerészeti Dolgozók Szakszervezete (http://www.gydsz.hu/ Archiválva 2007. január 8-i dátummal a Wayback Machine-ben]
- Magyar Vegyipari, Energiaipari és Rokonszakmákban Dolgozók Szakszervezeti Szövetsége
- Pályavasúti Dolgozók Szakszervezete  Archiválva 2007. január 8-i dátummal a Wayback Machine-ben
- Vízügyi- Közszolgáltatási Dolgozók Szakszervezeti Szövetsége  (VDSZ)
- Vendéglátó és Idegenforgalmi Szakszervezet
- Villamosenergia-ipari Dolgozók Szakszervezeti Szövetsége
- Vízügyi- Közszolgáltatási Dolgozók Szakszervezeti Szövetsége.

## Tisztségviselői
Elnöke 2007-ben Borsik János (aki egyben a Mozdonyvezetők Szakszervezete ügyvezető alelnöke). Társelnökei: Gál Rezső, Korcsolayné Kovács Krisztina, Paszternák György, Várnai Zsuzsanna, Zsíros Sándor.